# 劍橋站
劍橋站（英語：Cambridge railway station）是英國英格蘭東部劍橋的一座火車站。劍橋車站位於劍橋市中心東南1英里處，是東英格蘭最繁忙的火車站。在2011/12年，有880萬乘客在這裡上下車。劍橋站的建築本身是二級保護建築。
本站由大盎格利亞管理，是劍橋市的兩個火車站之一（另一個是劍橋北站，距離大約 4.0 公里（2.5 英里））。
本站也是三個次要路線的終點站：沼線（Fen Line）至金斯林、布羅克蘭線（Breckland Line）至諾里奇以及伊普斯威奇-伊利線至伊普斯威奇。它是英國（倫敦以外）第十三繁忙的車站。

## 歷史

### 1923年以前
1822 年，劍橋地區首次為興建鐵路進行勘測。儘管劍橋地區在1820、1830年代進行了許多其他勘測，北部和東部鐵路亦已經於1842年5月將鐵路延伸至畢曉普斯托福德，但都沒有使鐵路延伸至劍橋。 1840 年代初期的金融環境導致進一步興建鐵路至劍橋的計劃未能啟動。1843 年，國會通過了一項法案，允許北部和東部鐵路將線路延伸至紐波特（埃塞克斯）。次年，國會又通過了一項法案，進一步允許鐵路延伸到劍橋。 1844 年，東郡鐵路 (ECR) 租用了北部和東部鐵路，並負責延伸工程。 
1844 年的法案還涵蓋了劍橋以北至薩福克郡布蘭登的線路延伸，使線路得以連接通往諾里奇的線路。羅伯特·斯蒂芬森 (Robert Stephenson) 被任命為工程師。1845年7月29日本站啟用，並開通了從倫敦主教門車站經斯特拉福德和畢曉普斯托福德至本站的列車服務。
1845 年劍橋到諾里奇的主幹線開通後的幾年裡，其他通往劍橋的鐵路也相繼建成。最初，其中一些鐵路計劃在劍橋設立獨立的車站，但大學條例的反對讓所有鐵路最終都使用本站為總站。第一條鐵路是聖艾夫斯至亨廷登線，該線路於 1847 年開通，由東盎格利鐵路建造。伊利經馬齊到彼得伯勒的線路也於當年開通，本站開設前往彼得伯勒的列車服務。這條線路也成為運煤進入東盎格利亞（當地已有由東郡鐵路修建的鐵路網）的主要路線。
次年，東郡鐵路開通了聖艾夫斯和馬齊之間的一條線路，儘管煤炭交通（如上所述）隨後被轉移到這條路線上，但聖艾夫斯至馬齊線仍有一些客運服務。
1851 年，一條從新市場到劍橋科爾丹姆里交匯（Coldham Lane Junction）的支線開通，部分使用了新市場和切斯特福德鐵路（後來已關閉）的路線。 1854 年，新市場線向東延伸，在聖埃德蒙茲伯里與東部聯合鐵路線（Eastern Union Railway）匯合，從而直達伊普斯威奇。
1848 年的一項議會法案授權羅伊斯頓和希欽鐵路由羅伊斯頓延伸至本站。由於東郡鐵路反對該線延伸至劍橋，國會改為只批准該線延伸至薛普雷（Shepreth）。這條延線於 1851 年完工，最初租用羅伊斯頓和希欽鐵路的大北方鐵路在薛普雷提供了接駁劍橋的馬拉公車服務。由於接駁服務不受歡迎，所以該線在1852年4月被延長，於劍橋以南匯入東郡鐵路主線，並被租給東郡鐵路 14 年，使東郡鐵路能夠運行劍橋到希欽的火車。
1862 年，貝德福德和劍橋鐵路開通。它最初只是一條本地鐵路，但很快被倫敦和西北鐵路 (LNWR) 收購並納入其鐵路網。該線後來獲延伸至布萊奇利，使牛津和劍橋之間得以引入了後來被稱為大學線（Varsity Line）的服務。
1860 年代，東盎格利亞的小型鐵路公司陷入財務困境，大部分都將其屬下鐵路租借給東郡鐵路；它們希望正式與東郡鐵路公司合併，但直到 1862 年才獲得政府同意。當年東郡鐵路與其他小型鐵路公司合併成大東部鐵路公司。因此，本站亦於同年改屬大東部鐵路擁有及管理。
19 世紀後期，劍橋曾嘗試建立中央車站，但受到劍橋大學阻止而未能成功。 
1865 年，大東部鐵路開通了從馬克斯泰（Marks Tey）經薩德伯里和哈福希爾到謝爾福德（Shelford）的越野線路，使本站得以引入直接前往科爾切斯特的列車服務。
米德蘭鐵路修建了一條從凱特林到亨廷登的線路，該線路於 1866 年開通。透過亨廷登到聖艾夫斯線的列車行駛權，米德蘭鐵路將列車服務延伸至劍橋。 1866年，大北方鐵路 再次申請運營倫敦國王十字車站至劍橋的列車服務，因為至希欽的線路租約即將到期。最初大東部鐵路反對這一點，但最終達成了協議，從 1866 年 4 月 1 日起，劍橋站的專用站台開始在劍橋和國王十字車站之間運營服務。
1882年，大北部及大東部聯合鐵路開通。除了成為東北英格蘭到東盎格利亞的主要煤炭運輸路線外，還引入了倫敦、劍橋和約克之間的直達列車服務。貨運列車通常在本站以東的專用貨運線上經過劍橋。在這些貨運線和車站之間亦存在許多儲車側線。
1884 年，福德姆線（Fordham Line）開通，並在巴恩韋爾交匯處與通往伊利的沼線相連。次年，通往米登霍爾火車站（附近設有空軍基地）的東延線開通，使本站得以提供直接前往米登霍爾的列車服務。

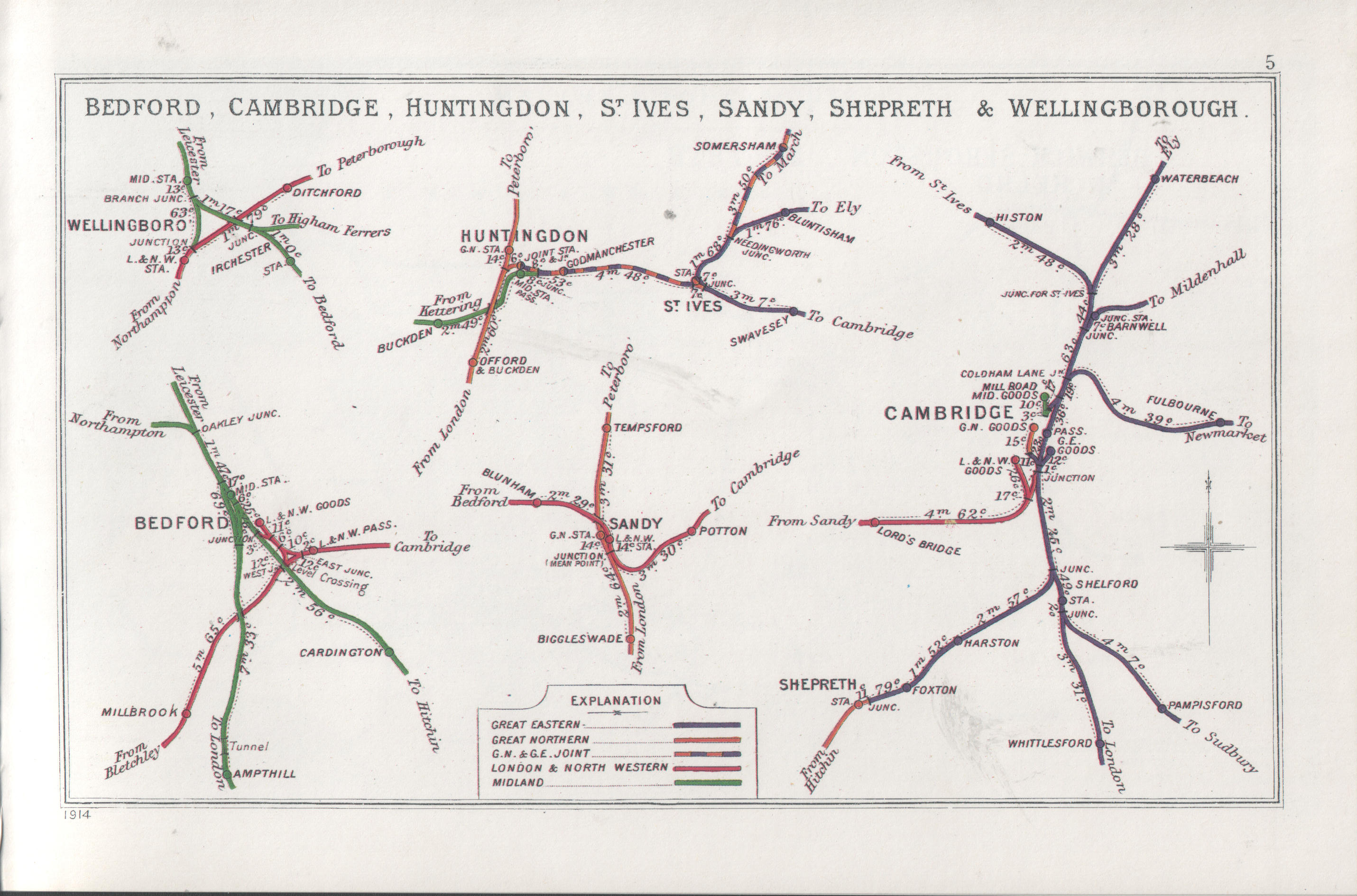
一張 1914 年的鐵路票據交換所地圖，顯示（右）劍橋附近的鐵路

四家公司（大北部、大東部、米德蘭、倫敦及西北鐵路）都在本站設有自己的貨物設施。除了米德蘭鐵路，各公司還擁有自己的機務段。大東部鐵路在這里為維護了一個專供皇家火車使用的特殊機車，用於倫敦和桑德靈厄姆之間的運輸工作。

### 倫敦及東北鐵路: 1923-47年
在 1923 年的分組中，大東部鐵路與其他鐵路公司合併成倫敦及東北鐵路公司，劍橋亦成為其屬下車站。米德蘭鐵路、倫敦及西北鐵路同樣與其他鐵路公司合併成倫敦、米德蘭和蘇格蘭鐵路。
約1928年，倫敦及東北鐵路委託了英國電力鐵路信號公司，以兩個電路控制的信號箱取代本站原有的五個信號箱。

### 英國鐵路: 1947-96年
在英國鐵路國有化之後，劍橋站由英國鐵路東部地區運營。
隨著英國鐵路公司以柴油機車逐步取代蒸汽機車，東盎格利亞成為了英國最早引入柴油機車的地區之一。從 1959 年開始，柴油機車開始接管服務運營，本站供蒸汽機車使用的機務段亦於 1962 年起關閉。柴油調車器和內燃機被分配到鐵路對面的另一個機務段，稱為科爾丹姆里（Coldham Lane）機務段。
1960 年代，比欽大斧關閉了為劍橋服務的多條線路。
首先，劍橋至米登霍爾的線路由於使用率低，於 1962 年 6 月 18 日停止客運列車服務。
1967 年 3 月 6 日，經薩德伯里和哈福希爾至科爾切斯特的斯陶爾河谷鐵路路線關閉，儘管薩德伯里-馬克斯泰部分仍作為支線運營。同年12月30日，大學線亦終止了本站至貝德福德的客運服務。馬齊和聖艾夫斯之間的線路也在同年取消客運服務。
劍橋至聖艾芙夫斯沿線的客運服務在比欽大斧中倖存下來，但由於英國鐵路公司損失慘重，該線的客運服務於 1970 年 10 月 5 日結束。儘管在 1970 年代開展了重新開放客運服務的運動，隨後該線只經營貨運業務：來往 Histon 奇弗斯（Chivers）果醬廠的貨運服務一直持續到 1983 年、來往芬德雷頓（Fen Drayton）的運砂列車服務則一直持續到 1992 年 5 月。 
1987 年，英國鐵路電氣化了畢曉普斯托福德到劍橋一段鐵路，使電動火車能夠在利物浦街車站和劍橋之間運行。
當從倫敦利物浦街到史坦斯特機場的線路於 1991 年開通時，劍橋線（連接了劍橋和東海岸主線上的希欽）變得更加重要；由於西盎格利亞主線倫敦利物浦街和畢曉普斯托福德段非常繁忙，為了減少該段鐵路的擁堵情況，所有由本站前往倫敦國王十字車站的直達列車都採用劍橋線。

### 私有化時代: 1994年至現在

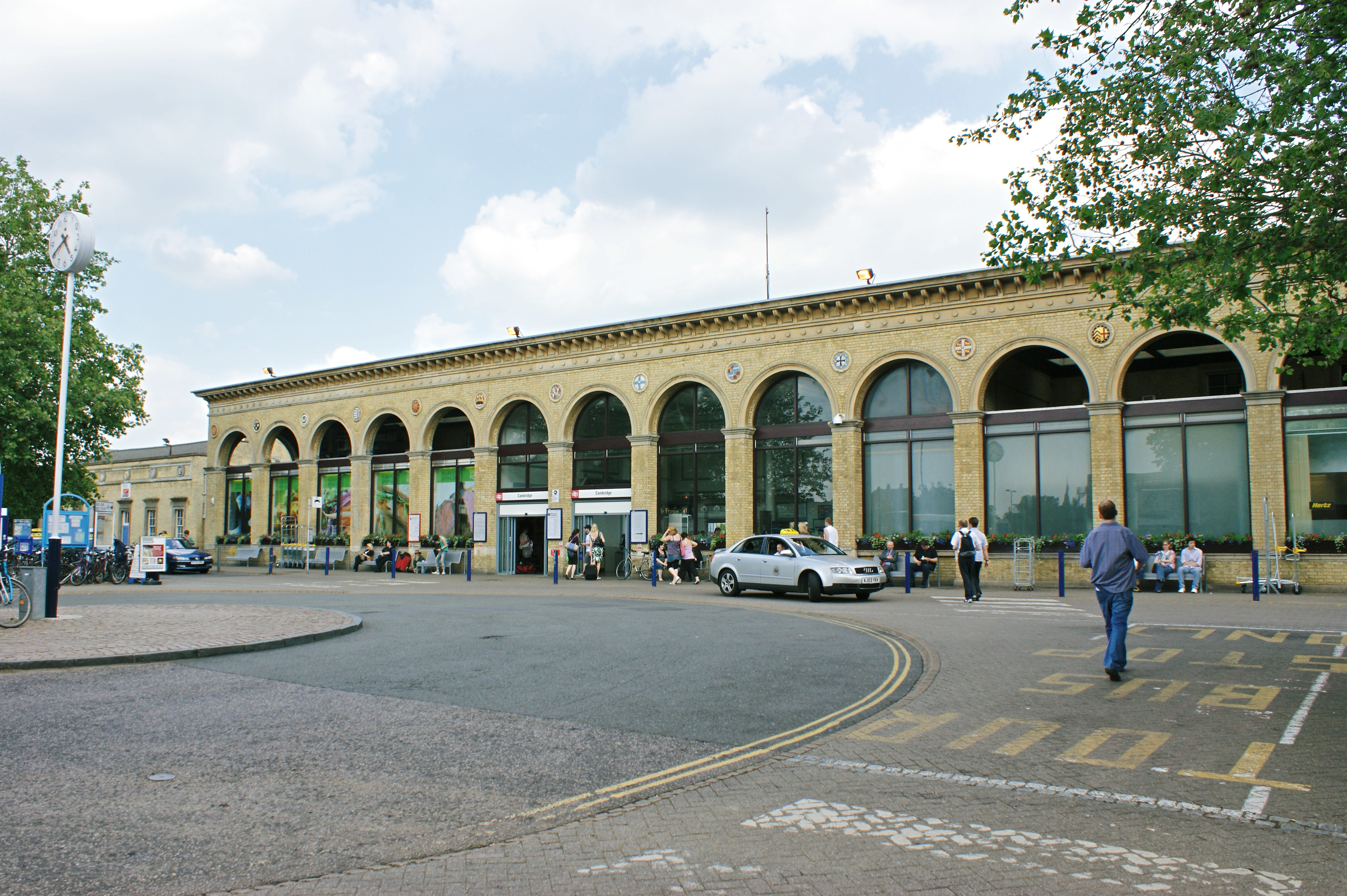
2008年時的劍橋車站外觀

#### 營運
1993 年鐵路法於 1994 年 4 月 1 日生效。最初列車服務由列車運營單位（Train Operating Units）經營，直至其特許經營權被授予私人公司。
自私有化以來，許多不同的火車運營公司在劍橋站運營服務。「西盎格利亞大北方」專營權最初由稜鏡鐵路所有，但後來被國家快運（從 1997 年 1 月到 2004 年 3 月經營該專營權）收購。這涵蓋了倫敦利物浦街、國王十字車站至金斯林的列車服務。 2004 年 4 月，利物浦街至本站的列車服務成為「國家快運東盎格利亞」專營權的一部分，而國王十字車站出發的大北方路線一直是「西盎格利亞大北方」專營權的一部分，直到 2006 年 3 月成為第一首都連線所屬專營權的一部分。
從 1997 年 1 月開始，前往伊普斯威奇和諾維奇的服務最初由盎格利亞鐵路公司運營。這些服務後來成為「國家快運東盎格利亞」專營權的一部分。
從 1997 年 3 月起，往返米德蘭茲和劍橋的服務由中部列車運營。
2007 年 11 月，原屬中部列車的特許經營權被分割開，往返米德蘭茲和劍橋的服務成為愛瑞發縱貫鐵路網絡的一部分。
第一首都連線所屬專營權於 2014 年 9 月移交給了戈維亞泰晤士連線（Govia Thameslink）鐵路公司。

#### 鐵路設施
1994 年 4 月 1 日，鐵路軌道公司（Railtrack）開始負責維護英國的鐵路基礎設施。
在遇到財務困難後，鐵路軌道公司於 2002 年被英國鐵路網公司取代。
本站車站大樓前的「CB1」區域原本由阿斯維爾物業發展商重新開發。 2009 年 12 月，該發展商破產並重組為 Brookgate。開發計劃包括撥款 100 萬英鎊興建經過當地的劍橋郡導向巴士專用道。
一個新的島式月台於 2011 年 12 月投入運營。
2012 年，由於本站乘客被迫排隊 40 多分鐘才能成功購票，站內基礎設施的問題曾受到公眾注視。 

#### 2016年車站改善計劃
2014 年，車站運營商大盎格利亞發布了改善劍橋車站大樓的計劃，作為當地「CB1」項目的一部分。計劃包括擴闊車站大堂和售票處、增設更多檢票口和售票機。 相關工程於 2017 年 1 月完成。

## 車站建築及月台
車站大樓擁有長長的古典立面和門廊（在 20 世紀被封閉），現已成為二級登錄建築。長月台（1、4號月台）是其時期的典型，但不同尋常之處在於（除了 19 世紀中葉的短暫時期）它並未附設供列車通過的月台。2011 年 7、8 號月台落成後，它們才附設通過月台。另外本站東側亦計劃興建兩個月台（9、10 號），以容納額外的列車服務。 1863 和 1908 年本站均進行了大型的月台加長和站房改造工程。透過遷移紐新市場線的引道，本站的佈局於 1896 年進行了更改。
劍橋擁有英國第三長的國鐵月台（470 米），僅次於科爾切斯特和格洛斯特。該月台分為1號月台和4號月台，中間有一個剪式橫渡線將站台一分為二，可以讓任何方向的列車超越已經在本站停靠的列車。車站兩端均設有月台：車站南端為2、3號月台，北端為5、6號月台。 7、8號月台位於車站東側的島式月台上，它們於 2011 年 12 月落成啟用。
1、4號站台是有 12 卡車廂長度的雙向直通月台。1號月台通常供前往伊利、金斯林和劍橋北的北行列車使用。它還用於一些前往倫敦國王十字和史坦斯特機場的南行服務以及一些於本站終到的深夜列車服務。
4號月台則主要供前往伊利、諾里奇、金斯林和伯明翰新街的北行列車使用。它還用於一些前往史坦斯特機場的清晨南行服務和一些於本站終到的深夜服務。
2（10卡車廂長度）和 3（8卡）號月台是朝南的港灣式月台，主要供往返本站和倫敦國王十字車站的列車使用。
5 和 6號月台（6卡車廂長度）是朝北的月台，通常用於往返本站及伊普斯威奇 / 諾維奇的列車使用（以及偶爾供往返本站和伯明翰新街的列車使用）。
7、8 號月台亦是有 12 卡車廂長度的雙向直通月台，通常用於前往倫敦國王十字車站、倫敦利物浦街、史坦斯特機場和布萊頓（經倫敦聖潘克拉斯車站）的南行服務。這些月台也供從倫敦利物浦街和倫敦國王十字車站出發、較長的列車於本站終到。

## 列車服務

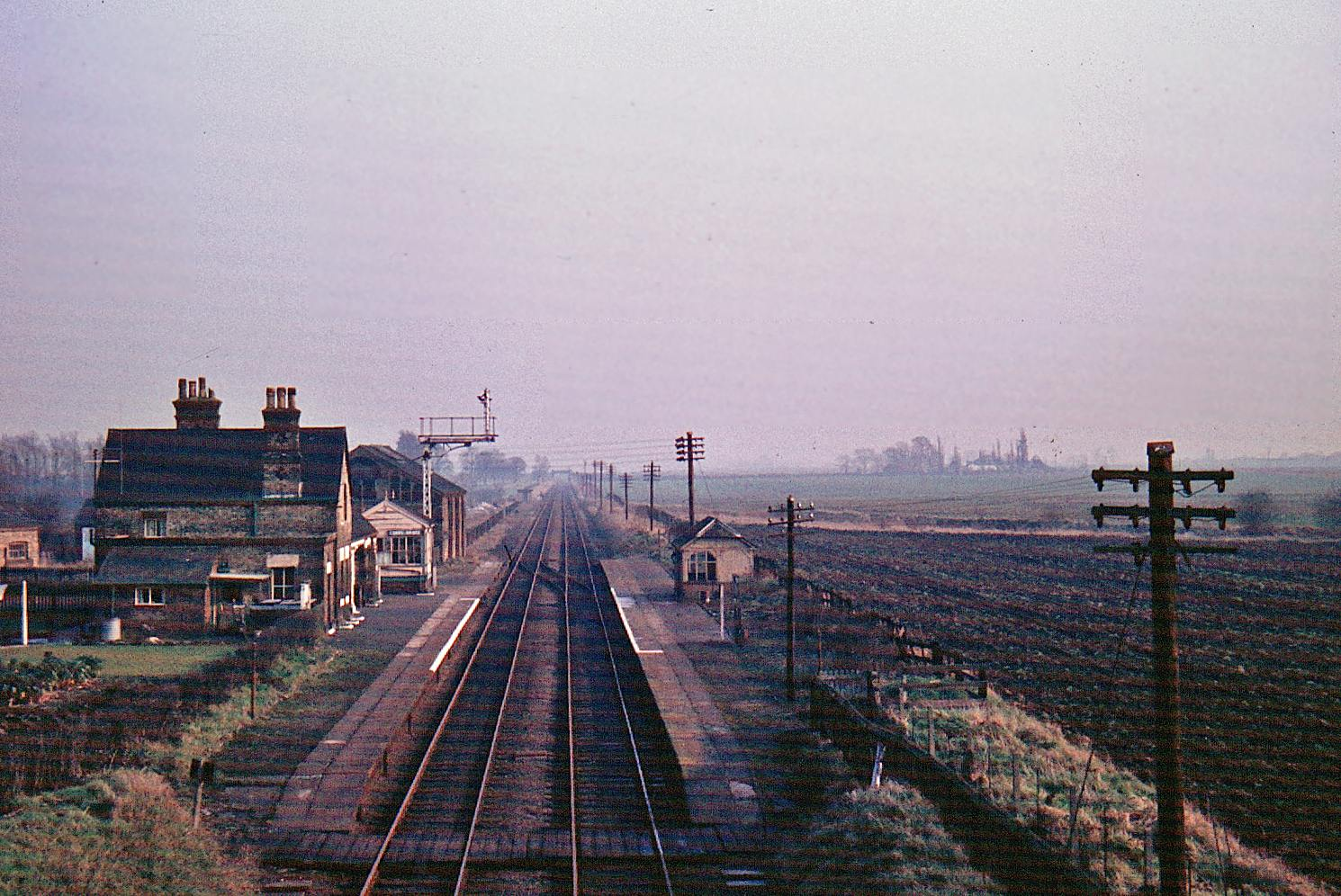
1966年12月時的勳爵橋（Lord's Bridge）站，該站為大學線列車離開劍橋後的第一站。大學線貝德福德至劍橋段廢除後，劍橋大學馬拉德射電天文台佔用了該站附近的一段軌道道床以安裝天文望遠鏡

### 1923年時的列車服務
- 大東部鐵路
  - 主線：由倫敦利物浦街至諾維奇或金斯林
  - 縱貫列車：往聖埃德蒙茲伯里（經新市場）或科爾切斯特
  - 縱貫列車：往北英格蘭（經伊利、馬齊和大北部及大東部聯合鐵路）
  - 支線往聖艾夫斯及更遠
  - 支線往米登霍爾
- 大北部鐵路
  - 來往倫敦國王十字車站和本站（經希欽），包括劍橋餐車特快
- 倫敦及西北鐵路
  - 縱貫列車：大學線往牛津
- 米德蘭鐵路
  - 往凱特林（經聖艾夫斯）

### 現時服務
本站由多間運營商提供列車服務。
- 縱貫鐵路主要使用英國鐵路170型柴聯車，提供經萊斯特和彼得伯勒至伯明翰新街、以及前往史坦斯特機場的列車服務。 其非繁忙時間的班次如下：

| 路線                       | 各方向班次（每兩小時） | 中途停靠站                                                                                 |
| -------------------------- | ---------------------- | ------------------------------------------------------------------------------------------ |
| 伯明翰新街 至 劍橋         | 1                      | 科爾斯希爾泊車道、納尼頓、萊斯特、梅爾頓莫布雷、奧克姆、史丹佛、彼得伯勒、馬齊、伊利       |
| 伯明翰新街 至 史坦斯特機場 | 1                      | 科爾斯希爾泊車道、納尼頓、萊斯特、梅爾頓莫布雷、奧克姆、史丹佛、彼得伯勒、馬齊、伊利、劍橋 |

- 大北方（Great Northern）主要使用英國鐵路387型電力動車組.[22][23]，其非繁忙時間的班次如下：

| 路線                   | 各方向班次（每小時） | 中途停靠站                                               |
| ---------------------- | -------------------- | -------------------------------------------------------- |
| 倫敦國王十字 至 伊利   | 1                    | 劍橋、劍橋北、水灘                                       |
| 倫敦國王十字 至 金斯林 | 1                    | 劍橋、劍橋北、水灘、伊利、利特爾波特、道納姆市場、華林頓 |

- 泰晤士連線為本站提供前往布萊頓（半快速到倫敦市中心）和倫敦國王十字的列車服務，其非繁忙時間的班次如下：

| 路線                 | 各方向班次（每小時） | 中途停靠站 |
| -------------------- | -------------------- | --- |
| 劍橋 至 倫敦國王十字 | 1                    | 福克斯頓（Foxton）、薛普雷（Shepreth）、梅德雷斯（Meldreth）、羅伊斯頓（Royston）、阿什韋爾和莫登（Ashwell & Morden）、巴爾多克（Baldock）、萊奇沃思花園市、希欽、斯蒂夫尼奇、納貝沃思（Knebworth）、北韋林、韋林花園市、哈特菲爾德、波特斯巴（Potters Bar）和芬斯伯里公園 |
| 劍橋 至 布萊頓       | 2                    | 羅伊斯頓、阿什韋爾和莫登（每小時1班）、巴爾多克、萊奇沃思花園市、希欽、斯蒂夫尼奇、芬斯伯里公園、聖潘克拉斯國際、法靈頓、城市泰晤士連線、倫敦黑衣修士、倫敦橋、東克羅伊登、寇斯頓南、蓋特威克機場、三橋、海沃茲希斯、布傑斯山                                              |

在繁忙時間，來往劍橋和倫敦國王十字的列車服務會增加至每小時兩班。
- 大盎格利亞為本站提供三種服務：
  - 來往劍橋北和倫敦利物浦街（經西盎格利亞主線），每小時一班快車、一班慢車。在週一至週五早上，南行列車中有一班由金斯林出發、兩班由伊利出發。北行列車亦有一班續駛至伊利。在週一至週五下午，北行列車中亦有一班續駛到伊利、一班續駛到金斯林。以金斯林為起訖點的列車為快速列車，停靠站數較少。
  - 來往史坦斯特機場和諾里奇，經布雷克蘭線（Breckland Line）
  - 來往本站和伊普斯威奇

其非繁忙時間的班次如下：
| 路線                   | 各方向班次（每小時） | 中途停靠站 | 主要使用列車型號 |
| ---------------------- | -------------------- | --- | ---------------- |
| 倫敦利物浦街 至 劍橋北 | 2                    | 谷、切森特、布羅克斯本、羅伊頓（每小時1班）、哈洛鎮、哈洛磨坊（每小時1班）、梳布里奇沃夫（每小時1班）、畢曉普斯托福德、史坦斯特芒特費切特（Stansted Mountfitchet）（每小時1班）、埃爾森納姆（Elsenham，每小時1班）、新港（Newport，每小時1班）、奧德利端（Audley End）、大切斯特福德（每小時1班）、 威圖斯福德泊車道（Whittlesford Parkway）、謝爾福德（Shelford，每小時1班）、劍橋 註: 羅伊頓、哈洛磨坊等每小時只有一班列車停靠的車站均由同一列車服務，即每小時有一班列車停靠該等車站、有一班列車不停該等車站 | 720 型電聯車     |
| 伊普斯威奇 至 劍橋     | 1                    | 尼德姆市場、斯托馬基特、埃爾姆斯韋爾（Elmswell）、瑟斯頓、聖埃德蒙茲伯里、簡納德（每2小時1班）、新市場、 杜林厄姆（每2小時1班） 註: 簡納德和杜林厄姆由不同的列車服務，即停靠簡納德的列車不停杜林厄姆，反之亦然 | 755型列車        |
| 諾維奇 至 史坦斯特機場 | 1                    | 溫德姆、斯普納羅（每日1班）、阿特爾伯勒、埃克爾斯路（每日1班）、哈靈路（每日1班）、塞特福德、布蘭登、希皮山（每日1班）、伊利、劍橋北、劍橋、威圖斯福德泊車道、奧德利端 | 755型列車        |

## 接駁交通

### 市內及區域巴士服務
捷達集團東部分區和惠比特巴士開辦的幾條本地巴士路線均於本站站房的西南側設站。這些路線將鐵路站與市中心、劍橋其他地區連接起來，包括阿登布魯克醫院和周邊地區。 劍橋郡導向巴士專用道的南段亦直接連接到車站，允許巴士從特朗平頓（Trumpington）經本站開往聖艾夫斯和亨廷登。此外，亦有巴士路線經本站前往索斯頓（Sawston）和薩弗倫沃爾登。出租車站就位於本站正門外。

### 劍橋單車站
2016 年 2 月起，一個擁有多達 2,850 個泊車位的 3 層自行車停車設施落成啟用，名為劍橋單車站（Cambridge Cycle Point）。  它位於車站入口北側的一棟建築物內。單車站的底層有一家自行車商店。

## 意外
2015年5月30日，於英國夏令時09:14從倫敦國王十字車站開出的大北方列車在進入本站月台時未能及時停車，並於 10:00 後不久以低速與原定與之結合的靜止列車相撞。事件沒有造成任何損壞，但三名乘客受輕傷。

## 機務段

### 主機務段

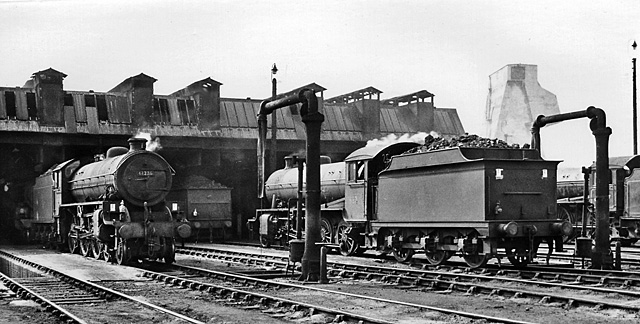
1960年10月2日時的劍橋機車車廠

1845 年，東郡鐵路在車站開設了一個小型機務段。1847 年，車站北端、位於鐵路西側的一個更大的機務段取代了這個機務段，並於1862年改屬大東部鐵路。該機務段於 1913 年擴建。
劍橋是大東部鐵路主要的區域性機務段。維修工作由一名管理 70 名員工的修理工工頭分配，儘管鍋爐維修的責任落在了鍋爐工工頭身上。車站還有一個貨運車廂修理設施，由一位木匠工頭負責管理。最後，另一名工頭負責劍橋機務段的日常運作，還有金斯林、伊利、米登霍爾及另外七個小型機務段的日常運作。機務段亦雇用了一些文員。
1922 年底，大東部鐵路將178輛機車分配給劍橋的機務段（此機務段是僅次於斯特拉特福機務段的第二大大東部鐵路機務段）。分配給劍橋機務段的機車包括：
| 大東部鐵路車型 | 倫敦及東北鐵路分類 | 車輪排列方式    | 獲分配數目 |
| -------------- | ------------------ | --------------- | ---------- |
| S69            | B12                | 4-6-0           | 12         |
| T19            | D13                | 4-4-0           | 13         |
| S46、D56和H88  | D14                | 4-4-0           | 3          |
| S46、D56和H88  | D15                | 4-4-0           | 16         |
| T26            | E4                 | 2-4-0           | 18         |
| C32            | F3                 | 2-4-2T          | 3          |
| M15            | F4                 | 2-4-2T          | 1          |
| Y65            | F7                 | 2-4-2T          | 4          |
| Y14            | J15                | 0-6-0           | 48         |
| F48            | J16                | 0-6-0           | 14         |
| G58            | J17                | 0-6-0           | 6          |
| E72            | J18                | 0-6-0           | 2          |
| T77            | J19                | 0-6-0           | 7          |
| D81            | J20                | 0-6-0           | 11         |
| E22            | J65                | 0-6-0T          | 2          |
| T18            | J66                | 0-6-0T          | 4          |
| R24            | J67                | 0-6-0T          | 8          |
| C72            | J68                | 0-6-0T          | 1          |
| S56            | J69                | 0-6-0T          | 4          |
| C53            | J70                | 0-6-0T （電車） | 1          |

1932 年，機務段得以進一步擴大，設施亦得以改進。最重要的改進是購入了機械加煤設施，並建造了新的起重車間和現代化的撒砂裝置。
劍橋機務段當時有兩台機車分配給皇家火車運行——D15型（4-4-0）編號 8783 和 8787（稱為皇家克勞茲），它們一直保持著良好的狀態。
1948 年國有化後，劍橋機務段由英國東部地區鐵路公司運營。它在當時被分配的代碼為31A。
在 1950 年代，劍橋有一個由四名司機組成、稱為皇家連接（Royal Link）的專用團隊，他們負責操作兩輛皇家機車。機車分別是 B2型 4-6-0s，編號為 61671「王室君主」和 61617「福特城堡」，並會定期清潔。連接系統是當時在整個英國鐵路公司運行是一種職業發展制度。本站的連接系統包括駕駛員連接（調車）、支線貨物、主線貨物、支線客運、快速列車連接和特定路線連接（前往布萊奇利、大北方路線（希欽）和凱特林的路線）。 
劍橋機務段於 1958 年獲分配首批柴油機車。 
劍橋機務段於 1962 年 6 月 18 日關閉，其機車棚、維修車間和機車起重機則於1965年被拆除，剩下辦公室和倉庫。位於6號月台旁邊、前機車場的部分軌道被保留為存放機車的側線，而其餘部分則改成了停車場。

### 其他機務段
1879 年，大東部鐵路在車站南端的東側開設了一個小型機務段，用於存放自己和大北部鐵路的機車。
1922 年底，大北部鐵路將 10 輛機車分配給劍橋的機務段。分配給劍橋的大北部機務段的機車為：
| 大北部鐵路車型 | 倫敦及東北鐵路分類 | 車輪排列方式 | 獲分配數目 |
| -------------- | ------------------ | ------------ | ---------- |
| C1 (大鍋爐)    | C1                 | 4-4-2        | 2          |
| C1 (小鍋爐)    | C2                 | 4-4-2        | 4          |
| D1             | D2                 | 4-4-0        | 4          |

1924年該機務段被倫敦及東北鐵路關閉，並改作貨運列車車廠，直到1985年被拆除。
另外，貝德福德郡和劍橋鐵路亦曾於1862年在鐵路南端、車站西側開設了一個小型機務段。1935 年 12 月 2 日，倫敦、米德蘭和蘇格蘭鐵路將其關閉，但直到 1951 年仍被非正式使用。該建築於 1964 年被拆除。